# Raorhynchus thapari
Raorhynchus thapari is een soort in de taxonomische indeling van de Acanthocephala (haakwormen). De worm wordt meestal 1 tot 2 cm lang. Ze komen algemeen voor in het maag-darmstelsel van ongewervelden, vissen, amfibieën, vogels en zoogdieren.
De haakworm komt uit het geslacht Raorhynchus en behoort tot de familie Rhadinorhynchidae. Raorhynchus thapari werd in 1981 beschreven door N. K. Gupta & S. Fatma.